# معركة بوفين
معركة بوفين (بالفرنسية: La Bataille de Bouvines) هي إحدى معارك العصور الوسطى، وقعت في 27 يوليو عام 1214 وانتهت على إثرها الحروب الإنجليزية الفرنسية التي استمرت اثنا عشر عاماً (1202 - 1214). لعبت معركة بوفين دوراً أساسياً في بزوغ نجم فرنسا في العصور الوسطى عن طريق تأكيد السيادة الفرنسية على بريتاني ونورماندي، وهي المناطق التي كانت تحت سيادة الإمبراطورية الأنجوية.
تمكّن فيليب الثاني من هزيمة جيش مكون من جنود إنجليز، وألمان، وفلمنكيين تحت قيادة أوتو الرابع الإمبراطور الروماني المقدس وقادة آخرون. كان الانتصار الفرنسي حاسماً جداً لدرجة أن أوتو الرابع عُزل من منصبه واستُبدل بفريدريك الثاني، كما أُسر كل من فيرديناند ورينو. بالإضافة إلى ذلك، أُجبر الملك جون (حليف أوتو الرابع) على التوقيع على ماجنا كارتا من قُبل البارونات الساخطين عليه. كانت معركة بوفين النهاية الفعلية لما يعرف بالإمبراطورية الأنجوية، حيث أصبحت جميع مناطق فرنسا تقريباً تحت حكم فيليب الثاني دون منازع.

## خلفية
سعى الكونت فيرديناند إلى استرجاع الأراضي التي كان قد خسرها لصالح فيليب الثاني، فتحالف مع أوتو الرابع، والدوق هنري، وويليام كونت هولندا، والدوق ثيوبالد، وهنري الثالث دوق لوكسمبورغ، وكذلك جون ملك إنجلترا الذي كان قد خاض صراعات مريرة مع فيليب الثاني.

## الأثر
تُعد معركة بوفين إحدى أكثر المعارك الحاسمة في تاريخ فرنسا، لما ترتّب عليها من نتائج كثيرة. عاد فيليب بعد المعركة إلى باريس مظفراً، يتبعه موكب طويل من الأسرى، وأقبل عليه الشعب محيياً له. أما أوتو الرابع فكان مصيره مغايراً تماماً، حيث ما لبث أن يعود إلا وقد عُزل واقتيد إلى السجن، واستُبدل بفريدريك الثاني.
لعب انتصار فيليب الحاسم دوراً محورياً في تاريخ كل من إنجلترا وفرنسا. فمن ناحية إنجلترا، اضطُر جون للتوقيع على ماجنا كارتا لإرضاء أصوات البارونات التي تعالت ضده، مما حدّ من صلاحيات الملك وأدّى إلى خلعه فيما بعد. أما من ناحية فرنسا، فإن هذا الانتصار مهد الطريق لتشكيل نظام ملكي قوي في البلاد، الذي ظل صامداً حتى قيام الثورة الفرنسية في أواخر القرن الثامن عشر عندما خُلع لويس السادس عشر.
غزا فيليب الثاني بعد ذلك معظم أملاك البلانتاجانت، بما فيها أنجو، وبريتاني، ومين، ونورماندي منهياً بذلك الإمبراطورية الأنجوية.